# Архипов, Игорь Константинович
И́горь Константи́нович Архи́пов (4 августа 1933 — 29 августа 2016) — советский и российский лингвист, доктор филологических наук, профессор.

## Биография
Окончил 1-й Ленинградский государственный педагогический институт иностранных языков, специальность — английская филология В 1978 г., после окончания аспирантуры при Ленинградском государственном университете, защитил диссертацию на соискание ученой степени кандидата филологических наук, тема «Словообразовательная валентность основ прилагательных в истории английского языка». В 1984 году защитил диссертацию на соискание ученой степени доктора филологических наук, тема: «Семантика производного слова английского языка».
Работал в РГПУ им. А. И. Герцена профессором кафедры английской филологии.

## Научная деятельность
Профессор И. К. Архипов является автором более 190 научных и учебно-методических работ (монографий, коллективных монографий, статей в ведущих отечественных и зарубежных статусных научных журналах, учебных пособий) по когнитивной лингвистике, истории английского языка, теории словообразования. Индекс Хирша — 13.
Под руководством ученого защитили диссертации более 30 аспирантов и 2 докторанта.

## Основные работы

### Монографии
- Семантика производного слова английского языка. Монография. М.,1984
- Biology of Cognition, Biosemiotics, and Second Language ‘Acquisition’. Cognitive Dynamics in Linguistic Interactions. Cambridge Scholars Publishing. Newcastle upon Tyne, UK, 2012. (в соавт.)

### Научные статьи
- Концептуальная интеграция и «пределы» лексического значения //Вопросы германской и романской филологии. Вып.2 Ученые записки ЛГОУ им. А. С. Пушкина, т. IХ, СПБ, 2003, С.46-56.
- О словах «своих» и «чужих» // Respectus Philologicus, Vilnius, 2004 № 6 (11) P.154-160.
- Полифония мира, текст и одиночество познающего сознания // Studia Linguistica XIII. Когнитивные и коммуникативные функции языка. СПБ, 2005, С.7-18.
- О соотношении лексического и грамматического. Попытка когнитивного анализа развития английских артиклей // Когнитивная лингвистика: Ментальные основания и языковая реализация. Ч.1, СПБ, 2005, С.198-206.
- Знак или слово является единством формы и содержания? \\ Лингвистика текста и дискурсивный анализ: традиции и перспективы. СПб.: РГПУ им. А. И. Герцена, 2007.
- Делу — время, потехе — час. \\ Логический анализ языка. Языковые механизмы комизма. Москва: МГЛУ, 2007.
- Язык и его функция: смена парадигм научного знания // Studia Linguistica Cognitiva № 2, — Иркутск, БГУЭП, 2009 −53 с.

### Учебно-методические работы
- Человеческий фактор в языке. Учебно-методическое пособие (Материалы к спецкурсу). СПб, Изд-во НИЯК, 2001
- Грамматика английского языка. Артикли. Учебное пособие (гриф УМО). М., 2006
- Язык и языковая личность. СПб, Книжный дом, 2008.
- Лексикология английского языка: учебно-методический комплекс. СПБ, РГПУ, 2012. (в соавторстве с Н. А. Пузановой)

## Награды
- Почётный работник высшего профессионального образования Российской Федерации
- Медаль РГПУ им. А. И. Герцена «За заслуги в образовании и науке».